# Enrico Cecchi
Enrico Cecchi (Firenze, 10 agosto 1939) è un ex calciatore italiano, di ruolo centrocampista.

## Carriera
Tra il 1958 ed il 1960 ha disputato 7 partite in Serie A con la maglia della SPAL.